# 島国

世界の島国： 領土のすべてが島から構成される47ヵ国、この内、緑色の国は陸上(島内)に国境を持つ。（参考）オーストラリアは大陸国家、オーストラリア大陸と周囲の島々から成る

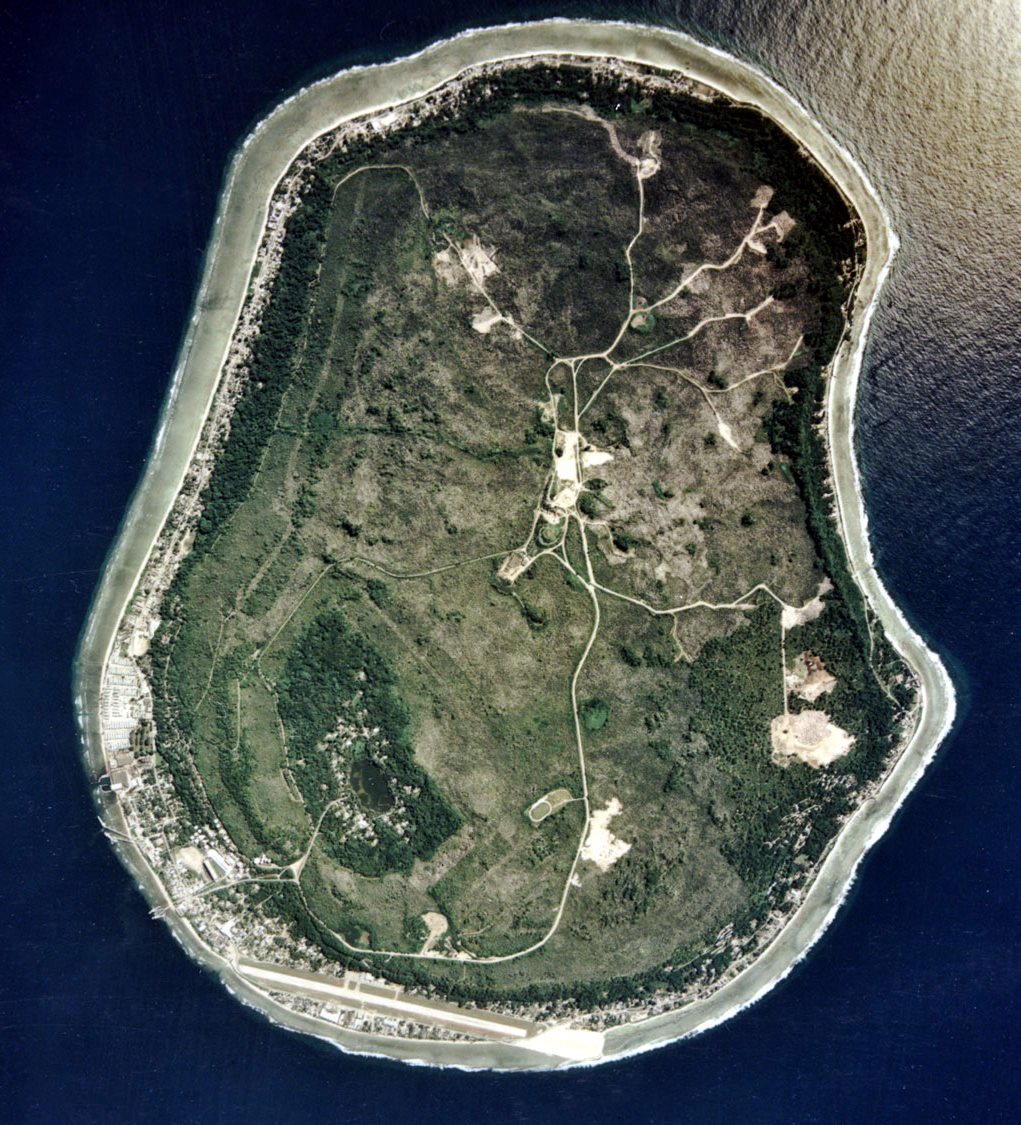
ナウルの衛星画像
全領土が1島から成る島国

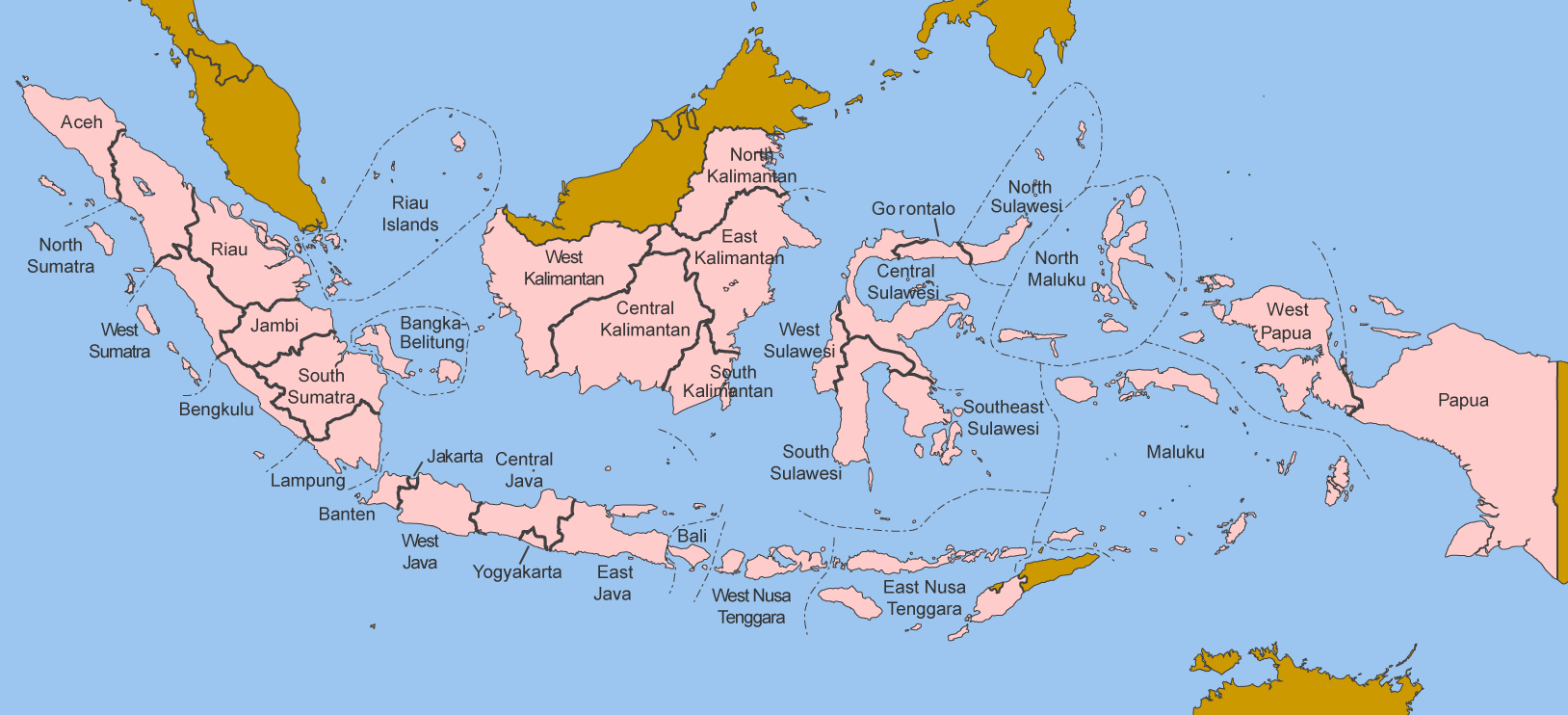
インドネシア
領土が13,466島から成る島国

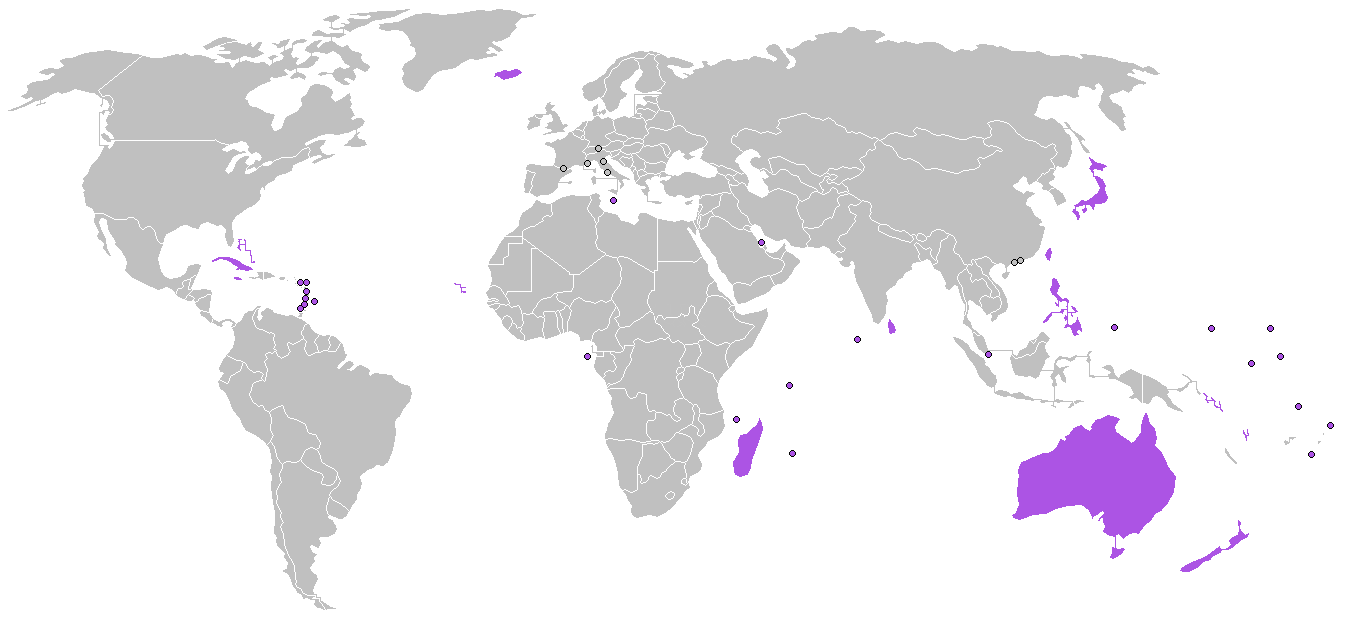
（参考）陸上に国境を持たない国や地域。島国に加えて大陸国家であるオーストラリアも該当する

島国（しまぐに、英: Island country）とは、領土のほとんど又はすべてが島から成る国である。領土を構成する島の数は、1島のみのナウルから、イギリス、日本、フィリピン、インドネシアなど数千から1万以上の島で構成される島国もある。日本は14,125の島から成る島国であり、最大の島は本州である。2014年時点で、島国は国際連合の加盟国193か国中、47か国である

## 概要
「島国」という言葉は、日本の国語辞典などでは周囲を海で囲まれた国とあるが、国際的には、領土がすべて島から構成される国を意味する。
例えば、海に囲まれたオーストラリアは大陸国家である。すなわち、6つの大陸の中で最小の大陸であるオーストラリア大陸、および、周囲の島々から成る国である。
島国は、面積だけをとってもさまざまで、ナウルの21平方kmからインドネシアの191万9440平方kmまである。周辺は海洋であるため、海洋からの資源（食糧など）、船舶による貿易を容易にする条件が整っている場合がある。交易ルートとして栄える地域も多い。気候条件はさまざまであるが、大陸性気候にはならない、つまり気温の年較差が小さいという点では一致している。

### 経済
大消費地域に近い、もしくは航路上に位置する場合は、交易によって発展しやすい。近代に至るまでは船舶は速力が遅く、頻繁な補給が必要であった。船員も現代のタンカーのように数人～10人程度という少人数ではなく、数十人という場合もあった。このため、頻繁な食料補給が必要となり、島国は貴重な補給基地として活用された。寄港地には船舶によって運搬されてきた物品を扱う交易所が発展する傾向が見られる。

### 文化
島国に住む人の住民性のステレオタイプを指して島国根性（英: insularism）と呼ぶ場合がある。一般に、排他的であり、多様性・異文化を許容せず、自国の民族、資源、思想などに依存している様子を指す。端的には、閉鎖的で視野が狭い様子を指す。島国気質、島国的（英: insularity）とも言われ、特に政治・経済・文化がグローバル化する現代においてはネガティブに受け取られる。
文化的な閉鎖性を批判する表現として「島国」という言葉を使うことがある。また世界経済がグローバル化する中で、日本人の英会話能力が突出して低い事や国家間の自由貿易に消極的である点などから経済的に孤立しようとしている事を「島国根性」と批判する事例もある。

## 特徴

### 気候や環境
亜寒帯～寒帯では海流によって気候が一定に保たれている事も多い。国土が狭い島国では河川や湖沼などの形で雨水が残り難く、井戸を掘っても海に近い地域では塩水井となってしまう。農耕に適するだけの水が得がたい地域も少なくない。
海洋資源の魚類・貝類・カニ類などの採取により、動物性蛋白質を得ることが容易な島国が多い。
地球温暖化に伴う海面上昇によって、沿岸部に開けた平地が水没する危険もある地域も出てきている。特に海抜の低い太平洋諸国において、国土が縮小しており、いずれ国土そのものが消失してしまうのではないかという危機に直面している。ツバルやモルディブなどでは海面上昇が死活問題ともなっている。モルディブは海面が1m上昇するだけで、国土の80%が海に沈むと予測されており、深刻な状況である。
島国の面積は、ナウルの21平方kmからインドネシアの191万9440平方kmまでさまざまである。周辺は海洋であるため、海洋からの資源（食糧など）、船舶による貿易を容易にする条件が整っている場合がある。交易ルートとして栄える地域も多い。気候条件はさまざまであるが、気温の年較差が大陸より小さく大陸性気候にはならない。ただし、日本の北海道や東北地方の内陸部などは大陸性気候に近い。

### 貿易・交通・国防
大消費地域に近い、もしくは航路上に位置する場合は、交易によって発展しやすい傾向がある。シンガポールはまさにこの例であり、国際海運の要地となっている。近代に至るまでは船舶は速力が遅く、頻繁な補給が必要であった。船員も現代のタンカーのように数人～10人程度という少人数ではなく、数十人という場合もあった。このため、頻繁な食料補給が必要となり、島国は貴重な補給基地として活用された。寄港地には、船舶によって運搬されてきた物品を扱う交易所や食文化が発展する傾向が見られる。
共通点は少ないものの、近代以前は軍団を大量の船舶で輸送しなければ島国を攻撃することはできない。攻撃されても守備側有利の上陸戦を行えるため、攻撃すら受けない場合が多く、極端に対外戦争経験が少ない国もある。近代以後も国防は海上防衛を中心とすることが多い。
航空機が登場してからも攻撃側と同程度の軍事力を備えた島国への侵攻は容易ではなく、例えばイギリスはバトル・オブ・ブリテンにおいてナチス・ドイツからの航空攻撃を防ぎ切ってドイツのイギリス本土上陸作戦（アシカ作戦）を中止させるに至った。ただし、大陸国家と同じく、太平洋戦争時の日本のように、完全に制空権を損失した場合はその限りではないとはいえ、島の上に国境線が引かれ、他国と島を共有している場合、陸路侵攻される可能性があることから陸軍も重要となる。実際、ハイチは歴史上においてドミニカ共和国を攻撃しているほか、日本も第二次世界大戦の終盤、赤軍に北緯50度線を突破されて南樺太に侵攻されている。またキューバ島にはキューバ政府と敵対する米軍のグアンタナモ米軍基地が置かれており、米国・キューバ両国が防衛を強化している。逆に、上陸された場合は撤退し態勢を立て直す場がなく、降伏か全滅まで抵抗かの二択を迫られる（本土決戦）。

## 分類
島国にも様々なタイプがある。一概にまとめることはできないが、いくつかの分類を提示する。
- 大陸に近く、比較的国土規模の大きな国
  - 日本・イギリス・インドネシア・スリランカ・キューバなどは文化的には大陸の影響を強く受けているが、政治的や軍事的には独立の歴史が長い。また世界4位の人口を誇るインドネシアをはじめ、数千万人以上を抱える人口大国が多い。また経済規模が大きい日本、イギリスは海洋国家として大陸にも政治的・文化的に大きな影響を与えてきた。なお、イギリスの海外領土であるジブラルタルは、ヨーロッパ大陸上にある。
- 大陸に近いが、国土規模の小さな国
  - 台湾・キプロス・シンガポール・バーレーンなどは、文化的にも政治的にも大陸国家や島国の影響を強く受けており、その植民地などであった時代が長く、独立は比較的最近のことである。
- 大陸から離れているが、国土規模の大きな国
  - マダガスカル・フィリピン・ニュージーランドなどは、文化的に様々な勢力から影響を受けてきた。大陸から離れていたため、文明や政治の発達は遅れ、政治的には海洋国家の影響下に置かれた時代が長い。
- 大陸から離れた、国土規模の小さな国
  - アイスランド・インド洋諸国・太平洋諸国（ニュージーランドを除く）などは、文化的にも政治的にも独自の発展を遂げていたが、西欧諸国やアメリカ合衆国などに征服されるか、影響下におかれた歴史があり、これらの国からの移民が多数を占めている場合もある。

こういった区分はあくまでも恣意的なものであり、全ての事例に対して当てはまるわけではないことは明記する。海洋国家として覇権を握ることに成功した、大陸に近い大きな島国を除き、近代以降は西洋文明の進出により多くが植民地化、半植民地化されていき、こういった特性は次第に薄れた。それでも国防上、強力な海軍を擁したり、経済上巨大な港を建設するなどの特性はあったが、現代に入り、航空技術の発展や経済、情報のグローバル化、植民地独立の達成により均質化が進み、そういった特性も次第に薄れつつある。
- かつて存在した島国
  - 耽羅（1402年に李氏朝鮮が併合→済州島）
  - シチリア王国（古代からの紆余曲折を経て最終的には1816年にイタリア王国が併合。現在のイタリア共和国）
  - ハワイ王国（1898年にアメリカ合衆国が併合→ハワイ州）
  - ザンジバル（1964年にタンガニーカと合併し、タンザニアの一部に）
  - 琉球王国（1879年に日本に併合され沖縄県に）
  - アンギラ共和国（1969年の1年間のみイギリスから独立を宣言していたが、再びイギリス領に戻された）